# Сока Крајачић
Сока Крајачић (Садиловац, код Слуња, 29. октобар 1917 — Гмајна, код Новог Места, 13. август 1978) била је учесница Народноослободилачке борбе и друштвено-политичка радница Социјалистичке Републике Хрватске.

## Биографија
Рођена је 29. октобра 1917. у селу Садиловац, код Слуња. Гимназију је завршила у Бихаћу, потом је студирала на Правном факултету у Београду.
Током студија прикључила се револуционарном студентском покрету и 1941. постала члан тада илегалне Комунистичке партије Југославије (КПЈ).
Након окупације Југославије, априла 1941. вратила се на Кордун, где се укључила у Народноослободилачки покрет (НОП) и учествовала у раду на организовању устанка на Кордуну. Октобра 1941. отишла је у партизане, у селу Бугар. Као политички радник деловала је међу омладином и женама. Почетком 1942. била је члан Котарског комитета КПХ за Слуњ. У другој половини 1942. била је секретар Општинског комитета КПХ за Кореницу и Бунић. Истовремено је била члан Котарског одбора Антифашистичког фронта жена у Кореници.
Крајем 1943. отишла је у Славонију где је водила курсеве Антифашистичког фронта жена (АФЖ). Ускоро је, 1944. године, постала члан Котарског комитета КПХ за Подравску Слатину, затим организациони, па политички секретар Општинског комитета КПХ за Нашице.
После ослобођења, била је најпре члан Обласног комитета КПХ и члан Обласног одбора АФЖ за Славонију. Потом је била секретар Окружног комитета КПХ у Дарувару, члан Агитпропа и инструктор Централног комитета КП Хрватске. Након преласка у Загреб, била је од јула 1949. до септембра 1953. председница АФЖ Хрватске, а након тога председница Савеза женских друштава Хрватске, од 1953. до 1956. и чланица Управног одбора Савеза женских друштава Југославије. Априла 1958. изабрана је за потпредседницу Републичког већа Сабора НР Хрватске, а  на ову функцију бирана је поново у новембру 1962. године. Упоредо је била потпредседница Народног одбора града Загреба, у време када је његов председник био Вецо Хољевац. Обе функције обављала је до јуна 1963. када је постала члан Извршног већа Сабора СР Хрватске.
Јула 1967. изабрана је за судију Уставног суда СР Хрватске. Марта 1975. изабрана је за члана првог Савета Републике СР Хрватске. За члана Централног комитета Савеза комуниста Хрватске, бирана је на Другом (1948), Трећем (1954), Четвртом (1959) и Петом конгресу (1965). Била је члан Контролне комисије ЦК СК Хрватске, секретар Организационог секретаријата ЦК СК Хрватске и члан Градског комитета Савеза комуниста Загреба. Бирана је за члана Извршног одбора Главног одбора ССРН Хрватске и члана Савета Института за друштвено управљање. Била је посланик Савезне скупштине, другог и трећег сазива и Сабора СР Хрватске у више сазива.
Била је удата за револуционара, друштвено-политичког радника и народног хероја Марка Белинића (1911—2004).
Погинула је у саобраћајној незгоди 13. августа 1978. на ауто-путу Загреб—Љубљана, код места Громно, у близини Новог Места. Сахрањена је на гробљу Мирогој у Загребу.
Носилац је Партизанске споменице 1941. и других југословенских одликовања, међу којима су — Орден братства и јединства првог и другог реда, Орден рада са црвеном заставом, Орден заслуга за народ другог реда, Орден за храброст и др.